# Circ de Baborte
El Circ de Baborte és un circ glacial en el vessant sud del Pirineu, situat a la riba dreta de la Vall Ferrera, en el municipi d'Alins, a la comarca del Pallars Sobirà. Forma part del Parc Natural de l'Alt Pirineu. El circ de Baborte està encerclat per muntanyes amb altituds d'entre 2.500 i 2.900 metres excepte en la seva estreta obertura al sud, on descendeix de forma abrupta fins a la riba de la Noguera de Vallferrera.
La sobreexcavació de la glacera original va produir la creació de diversos estanys, entre els quals destaca l'estany de Baborte, el qual desaigua pel Barranc de Baborte a la riba dreta del Noguera de Vallferrera. El cim més elevat del circ és el Pic de Baborte, amb 2.934 metres d'altitud.
Prop de la riba nord de l'estany de Baborte i a una altitud de 2.392 metres, es troba el refugi del Cinquantenari.
El topònim té un origen basc. En els circs d'estanys usualment hi ha grans prades, i el nom deu venir d'un derivat de behor-ti format amb el sufix base -Ti de funció col·lectiva (o bé locativa) i el basc behor egua: lloc apropiat per a les eugassades.

## Geografia

### Cims, serres i colls

#### Vessant oriental (E)
Separa el circ de Baborte de la coma d'Estats. El vessant est del circ de Baborte consta dels següents elements orogràfics:
- Pic de Baborte, de 2.934 metres d'altitud. És el pic sobirà del circ, i constitueix un magnífic mirador de la cara sud de la Pica d'Estats.
- Coll de Baborte, a 2.629,7 metres.
- Pic de Pedres Blanques, de 2.765,2 metres.
- Pic de Llats, de 2.693 metres.
- Cap de la Costa de Llats, pic de 2.609,4 metres. Marca el límit septentrional del Serrat de Costa de Larí.

#### Vessant meridional (S)
El vessant sud presenta un estreta obertura a la vall Ferrera. Descendeix de forma abrupta per la Costa de Llats, encara que alguns esglaons n'atenuen el pendent. En un d'ells, a 1.971 metres d'altitud, es troba una cabana de pastors, la cabana de Basello.

#### Vessant occidental (O)
La meitat nord del vessant occidental separa el circ de Baborte de la vall de Sellente. De sud a nord, es troben els següents elements orogràfics:
- Serrat de la Costa Barrada.
- Tres Pics, de 2.648 metres d'altitud.
- Coll de Sellente, de 2.487,9 metres. Permet el pas entre el circ de Baborte i la vall de Sellente, situada a la conca del Noguera de Cardós.

#### Vessant septentrional (N)
El vessant nord del circ el separa de la vall de Canedo, situada a la conca de la Noguera de Cardós. La carena presenta diversos pics d'entre els 2.764 i els 2.645,7 metres d'altitud, tots sense nom.

### Estanys i Rius
Com la majoria de circs glacials de la zona, el circ de Baborte allotja diversos estanys en el seu interior. Destaca l'estany de Baborte, i diversos estanys situats a cotes una mica més altes.

## Excursions i travesses

### Refugi del Cinquantenari
Sobre un turó rocós de la riba nord de l'estany de Baborte es troba el refugi del Cinquantenari. És un refugi de 9 places, no guardat.

### Senderisme
És l'activitat més popular que es du a terme al Circ de Baborte, encara que la seva pràctica està limitada als mesos quan l'absència de neu ho permet. Tres itineraris diferents passen pel circ, el GR 11, la Porta del Cel i l'Alta Ruta Pirinenca. Tots tres comparteixen la mateixa ruta, entrant pel coll de Sellente fins a l'estany de Baborte i sortint per la Costa de Llats.